# Krasíkov
Krasíkov är en ort i Tjeckien.   Den ligger i regionen Pardubice, i den östra delen av landet, 160 km öster om huvudstaden Prag. Krasíkov ligger 331 meter över havet och antalet invånare är 312.
Terrängen runt Krasíkov är kuperad åt nordost, men åt sydväst är den platt. Krasíkov ligger nere i en dal.Runt Krasíkov är det glesbefolkat, med 19 invånare per kvadratkilometer. Närmaste större samhälle är Svitavy, 19,7 km sydväst om Krasíkov. I omgivningarna runt Krasíkov växer i huvudsak blandskog.